# Vodevil

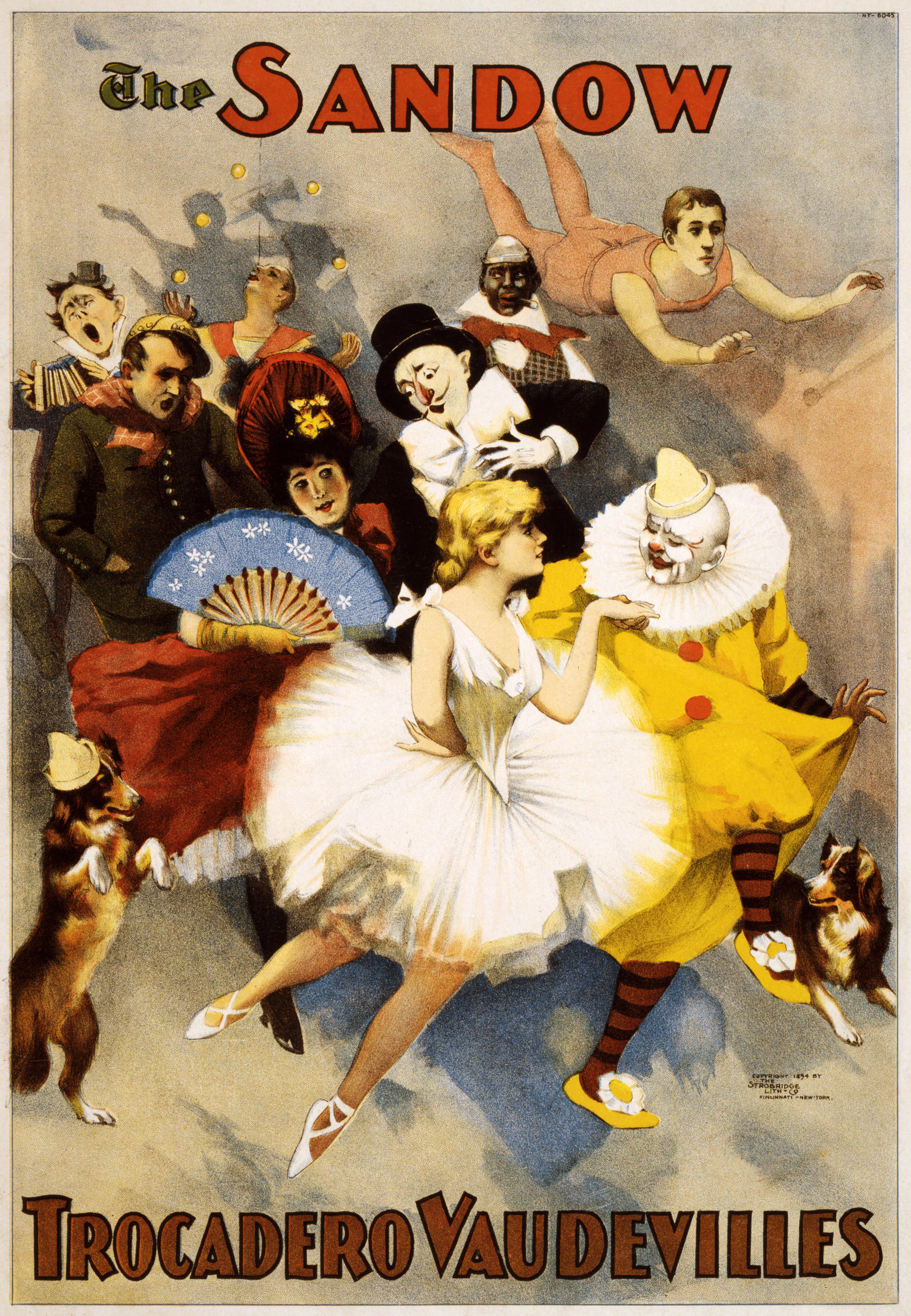
Cartel de The Sandow Trocadero Vaudevilles (1894)

El vodevil (del francés vaudeville) es un género de teatro de variedades nacido en Francia en el siglo XIX y desarrollado principalmente en los  Estados Unidos entre los años 1880 y la década de 1930. 
Estructurado como un tipo de comedia ligera que se desarrolló en Francia a partir del siglo XVIII y que solía intercalar números musicales. Posteriormente, en el vodevil estadounidense se presentaba una gran variedad de actuaciones que pretendían entretener y provocar la hilaridad o el asombro en el espectador, incluidos espectáculos musicales, danza, espectáculos de comedia, espectáculos con animales entrenados, espectáculos de magia, acrobacia, cine (presentación de cortometrajes y canciones ilustradas), malabarismo, obras teatrales de un acto, pantomimas y demostraciones atléticas.

## Etimología
El término vaudeville surge de la expresión en francés voix de ville (en castellano voz del pueblo) utilizada para identificar las baladas y cánticos populares interpretados por los juglares en la Edad Media. Otro posible origen del término se relaciona con la localidad francesa Vau de Vire (valle de Vire), un valle situado en la frontera de Normandía en el que las canciones populares se convirtieron en un icono del lugar. Las canciones compuestas en Vire se les llamó voix de Vire (voz de Vire).
El término actual que refiere al espectáculo, vaudeville, surge de varias alteraciones lingüísticas a través de la evolución de la lengua francesa. El término como tal se empieza a utilizar en los Estados Unidos para designar al género de la comedia alrededor de 1871, y es sacado del nombre de una compañía llamada Sargent's Great Vaudeville Company of Louisville, Kentucky. La adaptación en lengua castellana del término francés es vodevil.

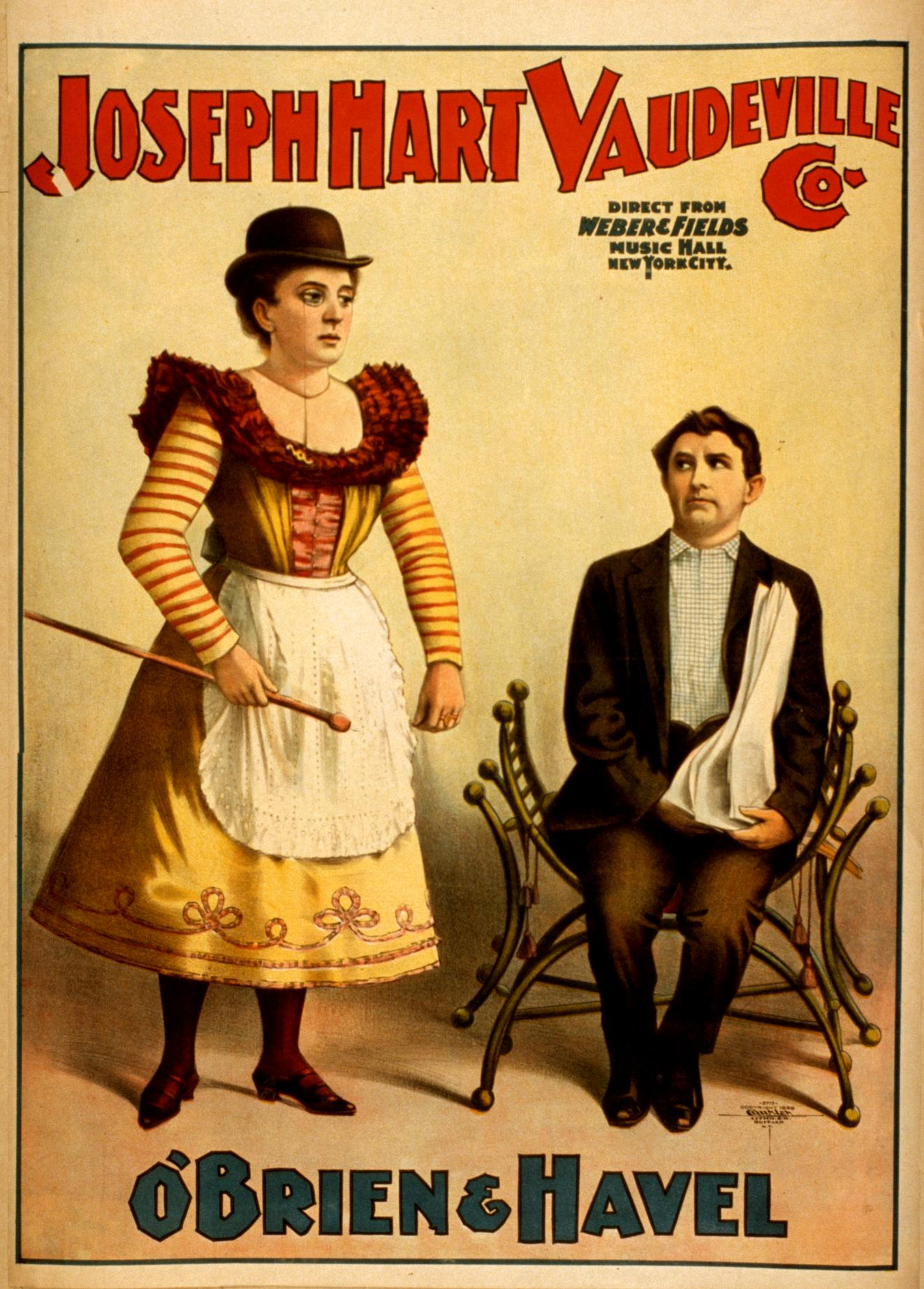
Promocional de Joseph Hart Vaudeville Co. (1899).

## Historia
El origen del vodevil en Francia está en el enriquecimiento de la comedia teatral mediante letras cantadas usando melodías populares (vaudevilles). En los Estados Unidos su origen es diferente y se enmarca en la línea de otros espectáculos de variedades como los music halls, music saloons, freak shows, espectáculos de burlesque, nickelodeons, dime museums, shows de minstrel y circos.
En tiempos de la Guerra de Secesión estadounidense, los espectáculos viajeros como los circos y los dime museums (museos que presentan objetos raros, animales exóticos o personas con anomalías físicas a cambio de un dime) eran populares entre la población por representar una gran novedad al presentar actos sorprendentes, animales exóticos, objetos extraños y personas con capacidades únicas o con anomalías físicas. En las primeras décadas del siglo XIX surgieron los teatros callejeros y circos que mostraban la actuación de obras clásicas,  acrobacia y demostraciones atléticas a cambio de unas cuantas monedas; los espectáculos eran viajeros y recorrían gran parte del país haciendo sus presentaciones. En la mitad del siglo XIX surgen espectáculos enfocados a la audiencia adulta en los que se presentaban rutinas cómicas con contenido sexual, tales como los espectáculos de cabarés y espectáculos de burlesque. El minstrel, un espectáculo en el que personas blancas que se caracterizaban como negros para hacer rutinas acrobáticas, se populariza en las primeras décadas del siglo XIX. El surgimiento y popularidad de los espectáculos de entretenimiento ocasionó el mayor auge del show business en la historia.
Se reconoce que el vaudeville surgió en octubre de 1881, cuando el empresario Tony Pastor abre por décima cuarta ocasión su teatro callejero en la ciudad de Nueva York adaptado al gusto familiar y auto declarado como "el primer teatro de vaudeville en Nueva York, abastecido de buen gusto", esperando obtener una respuesta del público femenino. Los espectáculos anteriores de Pastor eran únicamente orientados al público masculino por presentar humor crudo y obsceno, considerado en la época como no apto para mujeres.
El vaudeville marcó una gran transformación en la cultura estadounidense convirtiéndose en uno de los espectáculos más populares entre la población, ya que abandonaba completamente el conservador estilo de vida de la época victoriana al sexualizar cualquier tipo de espectáculo y convertirlo en una razón a favor para su consumo, siendo comparado así con los espectáculos de burlesque y cabaré. La utilización de mujeres envueltas en actos y rutinas sexuales para la promoción del vodevil y el recurrir a imágenes de mujeres en carteles y volantes que atraían principalmente al público masculino, transformaron las técnicas de mercado. Los medicine shows mostraban productos que alegaban ser elixires milagrosos en ferias y teatros de vodevil, siendo el principio del desarrollo económico de varias empresas de productos alimenticios, cigarros y cosméticos. Algunas empresas como Coca-Cola y Nabisco surgieron en medicine shows.

## Mujeres
En la década de 1920, los anuncios que buscaban bandas de chicas para actuaciones de vodevil aparecían en publicaciones de la industria como Billboard, Variety y en los periódicos. Bandas como The Ingenues y The Dixie Sweethearts fueron muy publicitadas, mientras que otros grupos se describían simplemente como "all-girl Revue". Según la Teoría Feminista, tendencias similares en el teatro y el cine cosificaban a las mujeres, un ejemplo de la mirada masculina, ya que el papel de la mujer en la vida pública se estaba ampliando.
Gracias al vodevil, muchas mujeres pudieron unirse a sus colegas masculinos en el escenario y tuvieron éxito en sus actos. Leila Marie Koerber, más tarde Marie Dressler, fue una actriz canadiense especializada en la comedia de vodevil, y llegó a ganar un premio de la Academia a la mejor actriz más adelante en su carrera. Al ser hija de un músico, se trasladó a los Estados Unidos de América en su infancia. Con sólo catorce años, se marchó de casa para comenzar su carrera, mintiendo sobre su edad y enviando a su madre la mitad de su sueldo. Dressler tuvo un gran éxito y era conocida por su capacidad de comedia y su comicidad física, como la de cargar con sus compañeros de reparto. Llegó a trabajar en Broadway, donde tenía un gran deseo de convertirse en una actriz seria, pero le aconsejaron que siguiera en la comedia.

## La América de los inmigrantes
Además de la prominencia del vodevil como forma de entretenimiento estadounidense, reflejó la nueva evolución de la cultura urbana del centro de la ciudad y la interacción de sus operadores y el público. Al constituir una gran parte de la inmigración a los Estados Unidos a mediados del siglo XIX, los americanos irlandeses interactuaban con los americanos establecidos, siendo los irlandeses objeto de discriminación debido a sus características étnicas físicas y culturales. Los estereotipos étnicos de los irlandeses, a través de su representación como novatos, aludían a su condición de inmigrantes estadounidenses recién llegados, y el estereotipo se representaba en los medios de entretenimiento.
Tras la oleada de inmigración irlandesa, siguieron varias oleadas en las que nuevos inmigrantes de diferentes orígenes entraron en contacto con los irlandeses en los centros urbanos de Estados Unidos. Ya asentados y siendo hablantes nativos de inglés, los irlandeses estadounidenses se apoderaron de estas ventajas y empezaron a afirmar sus posiciones en la jerarquía racial de los inmigrantes basada en el tono de la piel y el estatus de asimilación, consolidando puestos de trabajo que antes no estaban disponibles para ellos como inmigrantes recién llegados. Como resultado, los irlandeses estadounidenses se hicieron prominentes en el entretenimiento del vodevil como comisarios y actores, creando una interacción étnica única entre el uso irlandés estadounidense de la autodescalificación como humor y su diverso entorno en el centro de la ciudad.

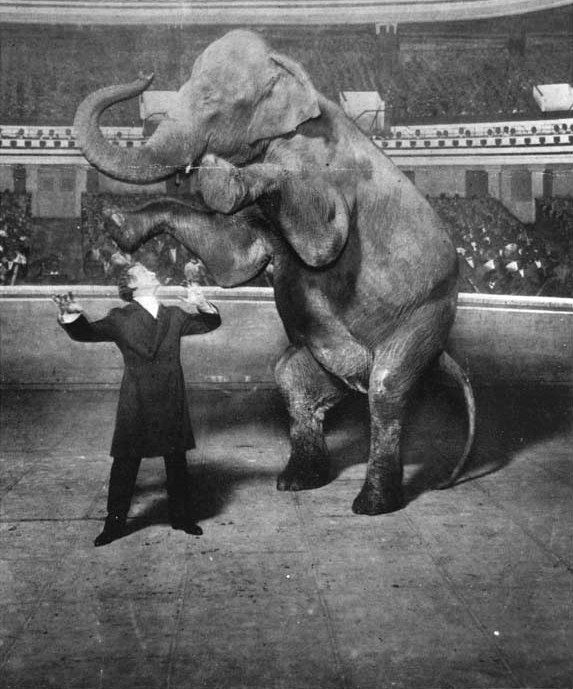
Harry Houdini y Jennie, el elefante que desaparece, 7 de enero de 1918.

Las interacciones entre los inmigrantes recién llegados y los asentados en el marco del desconocido paisaje urbano estadounidense permitieron utilizar el vodevil como vía de expresión y entendimiento. La experiencia, a menudo hostil, de los inmigrantes en su nuevo país se utilizaba ahora como alivio cómico en el escenario del vodevil, donde se perpetuaban los estereotipos de los diferentes grupos étnicos. Los burdos estereotipos que surgieron eran fácilmente identificables no sólo por sus distintos atributos culturales étnicos, sino por la forma en que esos atributos se diferenciaban de la cultura y la identidad estadounidenses establecidas.

### Pérdida de popularidad
Muchos establecimientos que ofrecían espectáculos teatrales comienzan a desaparecer en los primeros años de la década de 1930. Debido a la Gran Depresión en 1929, Estados Unidos y gran parte del mundo queda en crisis económica, arruinando por completo el estilo de vida de los años anteriores en el período conocido como los Felices años veinte, en el que se gozaba de abundancia económica. Debido a la crisis económica, muchos magnates y grandes empresarios que tenían entre sus posesiones este tipo de establecimientos que ofrecían entretenimiento, tuvieron que abandonar sus propiedades.
Cuando Estados Unidos se recuperó de la crisis unos años después, comenzó la tecnologización del país al introducir nuevos productos domésticos que superaban los aparatos utilizados en décadas anteriores. La radio y la televisión se convierten en elementos esenciales para el estilo de vida, lo que contribuyó al rápido descenso del vodevil.

## El vodevil en Sudamérica
Poco se sabe del vodevil en Sudamérica. Obras como ¡Jetattore!, del dramaturgo y personalidad política Gregorio de Laferrère, fueron clasificadas como tal y quizás todo el posterior teatro enmarcado dentro de la dramaturgia del tipo "grotesco criollo" de la mano de autores como Armando Discépolo o Jacobo Langsner. Lo que es seguro es que Les Luthiers compusieron un vodevil llamado "Chanson de Les Luthiers" para el espectáculo Les Luthiers cuentan la ópera, en el cual a medida que cantan, presentan sus instrumentos informales.